# George Ellery Hale
George Ellery Hale (Chicago, Illinois, 29 de juny de 1868 – Pasadena, Califòrnia, 21 de febrer de 1938) va ser un astrònom estatunidenc, especialista del Sol.
Va inventar, amb Henri-Alexandre Deslandres, l'espectroheliògraf mentre que era estudiant al Massachusetts Institute of Technology.
Va participar i va ajudar a la fundació d'un cert nombre de grans observatoris, entre els quals l'observatori Yerkes i l'observatori del Mont Wilson. A l'observatori del Mont Wilson, va contractar i va donar suport en les seves recerques a Harlow Shapley i Edwin Hubble. Va fer igualment molt per aconseguir fons, organitzar i promoure institucions astronòmiques, societats i diaris. Hale va jugar igualment un paper essencial en el desenvolupament del  California Institute of Technology (Caltech)  de Pasadena.
En el transcurs de la seva carrera, George Hale va rebre :
- El premi Rumford el 1902 per a la invenció de l'espectroheliògraf,
- La medalla Henry Draper el 1904,
- La medalla d'or de la Royal Astronomical Society el 1904,
- La medalla Bruce el 1916,
- La medalla Franklin el 1927,
- La medalla Copley el 1932.

Un cràter a la Lluna i un altre a Mart porten el seu nom per retre-li homenatge. El seu nom ha estat igualment donat al telescopi Hale de l'observatori del Mont Palomar, així com l'asteroide (1024) Hale.
Les seves obres més importants són The Study of Stellar Evolution (1924) i The New Heavens (1924).